# Aprutium

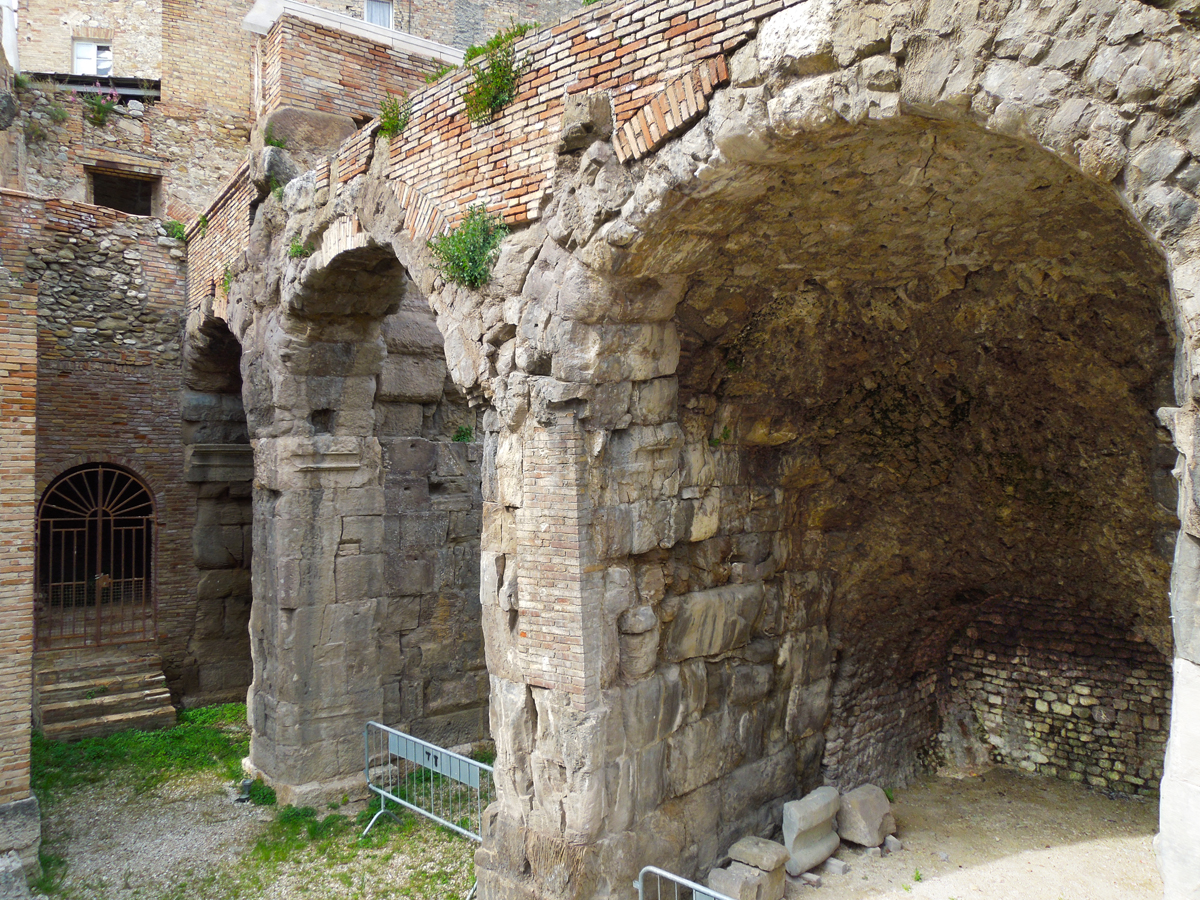
Interior del teatro romano de Teramo.

Aprutium es el nombre en latín de la región en torno a Téramo, en Italia. De esta denominación latina deriva el actual nombre de la región italiana de los Abruzos.
Según la hipótesis más acreditada, el término Aprutium derivaría de Praetutium, la tierra de los pretuzos (Praetutii), una estirpe de origen fenicio, fundadores de la antigua colonia de "Petrut", que fue llamada por los romanos Petrutia o Praetutia, en los alrededores de la actual Teramo.